# Monteagudo de las Salinas
Monteagudo de las Salinas oder kurz Monteagudo ist ein Ort und eine Gemeinde (municipio) mit insgesamt nur noch 124 Einwohnern (Stand: 2024) im Norden der Provinz Cuenca in der Autonomen Region Kastilien-La Mancha. Monteagudo lag an der Ruta de la Lana, einem einstmals bedeutenden Handels- und Pilgerweg, der von Alicante kommend, bis nach Burgos führte; hier trifft eine von Valencia kommende Nebenstrecke (Camino de Requena) auf den Hauptweg. Die Gemeinde gehört heute zur dünnbesiedelten Region der Serranía Celtibérica.

## Lage und Klima
Der Ort Monteagudo liegt auf der Westseite des Iberischen Gebirges in einer Höhe von 1005 m. Die Provinzhauptstadt Cuenca befindet sich gut 47 km (Fahrtstrecke) nordwestlich. Das Klima im Winter ist gemäßigt, im Sommer dagegen warm bis heiß; die eher geringen Niederschlagsmengen (ca. 515 mm/Jahr) fallen – mit Ausnahme der nahezu regenlosen Sommermonate – verteilt übers ganze Jahr.

## Bevölkerungsentwicklung
| Jahr      | 1857 | 1900 | 1950 | 2000 | 2019 |
| Einwohner | 493  | 570  | 555  | 134  | 129  |

Aufgrund der Mechanisierung der Landwirtschaft, der Aufgabe bäuerlicher Kleinbetriebe und des daraus resultierenden Verlusts von Arbeitsplätzen ist die Einwohnerzahl der Gemeinde seit der Mitte des 20. Jahrhunderts stark rückläufig (Landflucht).

## Wirtschaft
Auch wegen der Höhenlage der Gemeinde basierte die Wirtschaft jahrhundertelang im Wesentlichen auf der Selbstversorgung; städtische Märkte waren nahezu unerreichbar. Ackerbau war in der gebirgigen und felsigen Landschaft nur sehr eingeschränkt möglich; man widmete sich deshalb vorrangig der Viehwirtschaft, deren haltbare Produkte (Käse, Fleisch, Wolle und Tierhäute) manchmal von fahrenden Händlern aufgekauft und weiterverhandelt wurden. Darüber hinaus gab es eine einstmals für die Region bedeutsame Salzgewinnung.

## Geschichte
Zur Geschichte des Ortes ist nicht viel bekannt; iberische, römische, westgotische und selbst islamisch-maurische Funde wurden nicht gemacht. Man muss deshalb annehmen, dass die hochgelegene Gegend bis um das Jahr 1000 nicht besiedelt war und nur als Sommerweide diente. Die Burg wird erstmals in einem Dokument des Jahres 1187 erwähnt. Nach der Rückeroberung (reconquista) der Stadt Cuenca und ihres Umlands durch die Truppen Alfons’ VIII. von Kastilien im Jahr 1177 scheint auch das Hochland besiedelt worden zu sein.

## Sehenswürdigkeiten
- Die auf einem Hügel stehenden Überreste der im 14./15. Jahrhundert erneuerten Burg (castillo) sind immer noch beachtlich.[4][5]
- Bedeutendste Sehenswürdigkeit des Ortes ist die im 16. Jahrhundert erbaute und „Christus dem Erlöser“ geweihte Iglesia de El Salvador. Sie ist – mit Ausnahme der exakt behauenen Ecksteine – aus Bruchsteinen erbaut und besitzt einen Glockengiebel (espadaña) sowie eine polygonal gebrochene Apsis. Das Innere der Kirche ist einschiffig und wird von einem offenen Dachstuhl bedeckt.

Umgebung
- Ca. 2 km vom Ort entfernt liegen die Reste der ehemals wirtschaftlich bedeutsamen Becken zur Salzgewinnung.[6]